# Elias Melul
Vous pouvez aider à l'améliorer ou bien discuter des problèmes sur sa page de discussion.
- Son admissibilité est à vérifier. Motif : Aucune source secondaire. Vous êtes invité à le compléter pour expliciter son admissibilité, en y apportant des sources secondaires de qualité. (Marqué depuis juillet 2025)
- Il ne s’appuie pas, ou pas assez, sur des sources secondaires ou tertiaires. (Marqué depuis juillet 2025)
- Il contient une ou plusieurs listes. Le texte gagnerait à être rédigé sous la forme d’un ou plusieurs paragraphes synthétiques, afin d’être plus agréable à lire. (Marqué depuis juillet 2025)

- Archive Wikiwix
- Bing
- Cairn
- DuckDuckGo
- E. Universalis
- Gallica
- Google
- G. Books
- G. News
- G. Scholar
- Persée
- Qwant
- (zh) Baidu
- (ru) Yandex
- (wd) trouver des œuvres sur Wikidata

Elias Melul (31 mars 1916 à Larache - 5 juin 1980 à Lens) est un ancien joueur et entraîneur français de football, à la carrière essentiellement vouée au service du Racing Club de Lens, du bassin minier et des jeunes.

## Biographie
- Il naît juif marocain, le 31 mars 1916 à Larache, anciennement Maroc espagnol (de nos jours El Araïche)
- Études au lycée Regnault de Tanger
- Naturalisé français le 31 juillet 1959
- Employé aux grands bureaux des Mines de Lens
- Décédé à Lens le 5 juin 1980

## Carrière de footballeur (1934-1952)

### Débuts de carrière
- Ailier gauche à l'ASF de Tanger et au Séville FC (1934-1937).

### Milieu de la carrière
- Contrat professionnel au RC Lens dès 1937 jusqu'en 1951.
- En 1941, le président du RCL, monsieur Brossard, avertit son joueur des risques de demeurer en zone interdite. Elias repart avec sa famille au Maroc espagnol, et va jouer dans le championnat d'Espagne :
  - 1941-1942 : SD Ceuta
  - 1943-1944 : Grenade CF
  - Également à Jaén et Tanger
- Retour au RC Lens en 1945 au poste d'arrière gauche, qu'il occupera jusqu'en 1951.

### Fin de carrière
- 1951-1952 : contrat de joueur professionnel avec l'Amiens AC

### Palmarès
- Sélections (Ligues-interligues-Nationales) : Artois et ligue du Nord.
- Finaliste Coupe de France 1948 contre Lille.
- Anecdote rapportée par un journaliste (saison 1948-1949, Lens contre Nîmes) :

« Il s'agit de l'arrière lensois Elias Melul. C'est un joueur de gabarit : 86 kg pour 1,80 m. Une force de la nature, au tir d'une étonnante puissance ; sa frappe est si impressionnante que les journalistes lui attribuent le titre de plus fort coup de pied de France. ... En fin de partie, Melul effectue une montée spectaculaire ponctuée d'un tir terrible de 25 mètres qui heurte le coin droit des buts nîmois. Du banc de touche, on perçoit un craquement. Vérification des poteaux après le match : surprise, on constate au point d'impact de la balle que la jointure des buts et de la barre transversale a cédé ; une large fissure est apparente : sous le choc tout a craqué. Du jamais vu... Un exploit peu banal, on en conviendra. »

## Carrière d'entraîneur (1952-1980)

### Diplômes
- Diplôme d'entraîneur obtenu à Reims, le 12 juillet 1952 (classement : 6e sur 40).
- Diplôme d'entraîneur (DEF) obtenu par équivalence, le 28 octobre 1970 (pour les entraîneurs diplômés avant 1967).
- Stages de perfectionnement :
  - INS Paris (1955 et 1958).

### Carrière
- USA Liévin (1952-1955). En 1952-1953, il remporte le Championnat Artois-Maritime-Picardie et accède en division d'honneur.
- CS Avion (1956-1961) (accession en Championnat de France Amateurs).
- AS Barlinoise (1961-1962).
- US Auchelloise (1962-1964).
- Stade Héninois (1969-1980).
- Également entraîneur des Minimes du RC Lens.

## Source
- Fiche établie par Joseph Melul, fils d'Elias, à partir de documents familiaux